# Bergheim (Francia)
Bergheim è un comune francese di 1 940 abitanti situato nel dipartimento dell'Alto Reno nella regione del Grand Est.

## Società

### Evoluzione demografica
Abitanti censiti